# Проростання насіння
Проростання насіння — перехід насіння рослин від спокою до активної життєдіяльності, початковий етап онтогенезу рослин, на якому утворюється паросток. Відбувається при забезпеченості вологою і киснем, відповідному температурному і світловому режимі. У процесі проростання підвищується обмін речовин в зародку і ендоспермі; насіння набухають у воді, крохмаль, жири і білки розпадаються на цукор, жирні кислоти і амінокислоти. Зазвичай першим проростає корінець, далі — гіпокотиль або епікотиль (у різних рослин).
У разі нестачі кисню накопичуються шкідливі для зародка речовини — етиловий спирт, молочна кислота, аміак; при нестачі температури знижується надходження води в насіння і активація обміну речовин, порушується співвідношення різних регуляторів росту. Деяке насіння проростає, перебуваючи у відповідних умовах, через твердості покривів і не виходу зі стану спокою; в цьому випадку можливе механічне пошкодження покрову.